# Dicarbonato de dietila
Dicarbonato de dietila, também chamado pirocarbonato de dietila (abreviado DEPC, do inglês diethylpyrocarbonate), oxidiformato de dietila, anidrido etoxifórmico ou éster dietílico do ácido pirocarbônico, é usado em laboratório para inativar enzimas RNase em água e em utensílios laboratoriais.